# El Carmen de los Elizondo
El Carmen de los Elizondo är en ort i Mexiko.   Den ligger i kommunen Linares och delstaten Nuevo León, i den centrala delen av landet, 600 km norr om huvudstaden Mexico City. El Carmen de los Elizondo ligger 282 meter över havet och antalet invånare är 162.
Terrängen runt El Carmen de los Elizondo är platt, och sluttar österut. Runt El Carmen de los Elizondo är det ganska glesbefolkat, med 29 invånare per kvadratkilometer. Närmaste större samhälle är Linares, 18,5 km sydväst om El Carmen de los Elizondo. Trakten runt El Carmen de los Elizondo består i huvudsak av gräsmarker.